# Martin Dohou Azonhiho
Pour les articles homonymes, voir Dohou.
Martin Dohou Azonhiho ancien ministre dans le gouvernement du président Mathieu Kérékou est un militaire, un général de brigade des Forces armées béninoises et un homme politique béninois

## Biographie
Ministre de l'Information et idéologue du régime d'extrême-gauche du président Mathieu Kérékou entre 1974 et 1982, Martin Azonhiho est soupçonné d'avoir participé à l'assassinat de son rival, le major Michel Aikpé en 1975. Après sa démission en 1982, Azonhiho effectue plusieurs mandats mineurs, à niveau local ou national.

### Parcours politique
En 1987-1988, il est nommé ministre de l'agriculture et de la pêche.
En septembre 1997, Martin Azonhiho crée son propre parti, l'Union pour la Patrie et le travail (UPT). 
Le 27 janvier 2006, à moins de 40 jours de l’élection présidentielle de mars 2006, alors colonel à la retraite, il est nommé ministre de la Défense du Bénin, après la démission de son prédécesseur Pierre Osho, survenue le 11 janvier 2006 ,,. 
En 2009, il est nommé conseiller à la sécurité du port autonome de Cotonou du président Thomas Boni Yayi

### Promotion au grade de Général de Brigade
En 2005, il est promu au grade de Général de Brigade des Forces Armées Béninoises par le président Mathieu Kérékou